# Зад фасадата
„Зад фасадата“ е седмично обзорно предаване на телевизия СКАТ, в което се коментират вътрешно и външнополитическите процеси през призмата на българската действителност. По-късно разглежда проблемите на София. Излъчва се на живо всеки понеделник от 20:30 часа, с водеща Силвия Трендафилова. Предишен водещ на предаването е Велизар Енчев. Спряно от ефир през лятото на 2017 г., след като последната му водеща Мария Цветкова напуска телевизията, несъгласна с възгледите на собствениците ѝ.
През 2011 година предаването е сред 20-те номинирани за награда за телевизионна журналистика „Св. Влас“.